# Justynów (Sokołów)
Pour les articles homonymes, voir Justynów.
Justynów  [jusˈtɨnuf] est un village polonais de la gmina de Sokołów Podlaski dans le powiat de Sokołów et dans la voïvodie de Mazovie, au centre-est de la Pologne.
Il est situé à environ 9 kilomètres au sud-ouest de Sokołów Podlaski et à 79 kilomètres à l'est de Varsovie.